# Rizkî, Dubrovîțea
Rizkî (în ucraineană Різки) este un sat în comuna Velîki Ozera din raionul Dubrovîțea, regiunea Rivne, Ucraina.

## Demografie
Componența lingvistică a localității Rizkî
     Ucraineană (100%)
Conform recensământului din 2001, toată populația localității Rizkî era vorbitoare de ucraineană (100%).